# Baronía de Purroy
La Baronía de Purroy es un título nobiliario español creado por el rey Felipe III, el 13 de enero de 1609, a favor de Juan de Chávarri y Larraín, Señor de Purroy en Aragón, Merino Perpetuo de Estella, Contador del Consejo de la Cruzada.
Construyó el «Palacio del Gobernador» de Estella (entre 1608 y 1613). En la actualidad, declarado como Bien de Interés Cultural por el Gobierno Foral, y sede del «Museo del Carlismo» desde 2010. El edificio tiene un importante valor histórico y artístico: es la manifestación del  desarrollo que alcanzó Estella en los siglos XVI y XVII, desarrollo comparable al de Pamplona o Tudela en su tiempo. Perteneció a la familia del barón hasta 1880, fecha en que lo vendió a otros particulares; a partir del 2000, es propiedad del Ayuntamiento. El edificio fue la residencia del gobernador militar durante el gobierno carlista (1872-1875).
La denominación del título hace referencia al Señorío de Purroy (ubicado sobre el Jalón, cerca de Calatayud, en la actual provincia de Zaragoza), que el primer barón había comprado el 19 de julio de 1608 a Francisco de Sandoval y Rojas, duque de Lerma.
Su actual titular, desde 2019, es José Joaquín Tur Pérez.

## Barones de Purroy
|                                        | Titular                                | Periodo                                |
| Creación en 1609 por el rey Felipe III | Creación en 1609 por el rey Felipe III | Creación en 1609 por el rey Felipe III |
| -------------------------------------- | -------------------------------------- | -------------------------------------- |
| I                                      | Juan de Chávarri y Larraín             | 1609-1624                              |
| II                                     | Francisco de Chávarri y de Racar       | 1624-1637                              |
| III                                    | Felipa Chávarri Enríquez               | 1637-?                                 |
| IV                                     | Juan Matías de Albizu y Chávarri       | ?-                                     |
| V                                      | Juan Antonio de Albizu Villamayor      |                                        |
| VI                                     | Teresa Bonfill Grosso de la Rovere     | 1673-?                                 |
| VII                                    | Juan Antonio de Molina Bonfill         |                                        |
| VIII                                   | Josefa Antonia de Molina y Constantí   |                                        |
| IX                                     | María Luisa Zamora de Molina           | ?-1825                                 |
| X                                      | Agustín María Dara Zamora              | 1825-1853                              |
| XI                                     | Agustín Dara                           |                                        |
| XII                                    | Agustina Dara                          |                                        |
| XIII                                   | José Franquet Dara                     | ?-1929                                 |
| XIV                                    | María Pilar Sirera Vidal               | 1930-1949                              |
| XV                                     | Francisco Pérez Sirera                 | 1949-1959                              |
| XVI                                    | Joaquín Pérez Sirera                   | 1959-1967                              |
| XVII                                   | Joaquín Pérez Vergadá                  | 1968-2000                              |
| XVIII                                  | María Victoria Pérez Vergadá           | 2001-2019                              |
| XIX                                    | José Joaquín Tur Pérez                 | 2019-actualidad                        |

## Historia de los barones de Purroy
- Juan de Chávarri y Larraín († Estella, Navarra, 16 de junio de 1624), I barón de Purroy, Señor de Purroy en Aragón, Merino Perpetuo de Estella, y Contador del Consejo de la Cruzada.

1. Casó en primeras nupcias, el 17 de mayo de 1596, con María de Racax, heredera de los señores de Racax (Valle de Salazar, Navarra), de cuyo matrimonio nacieron tres hijos: Francisco, José y Victoria.
2. Casó en segundas nupcias, en 1608, con Felipa Enríquez de Cisneros Albornoz (†7 de enero de 1624), hija de Manuel Enríquez de Cisneros y de Antonia de Albornoz, señores de Mazuelas (junto a Saldaña, en la actual provincia de Burgos). De este matrimonio nacieron dos hijos: Juan y Felipa.
3. Casó en terceras nupcias, el 10 de marzo de 1624, con Isabel Sanz Normant de Baquedano. Sin descendencia.

Le sucedió, e 16 de junio de 1624, su hijo primogénito:
- Francisco de Chávarri y de Racax († Estella, 27 de mayo de 1637), II barón de Purroy, alcalde ordinario de Purroy.

Sin descendencia, al igual que su hermano José. La descendencia de su otro hermano, Juan, premurió al segundo barón.
Le sucedió su hermanastra, la hija menor del segundo matrimonio del primer barón:
- Felipa Chávarri Enríquez, III baronesa de Purroy.

1. Casó, el 24 de noviembre de 1625, con Juan Antonio de Albizu, de cuyo matrimonio nacieron dos hijos: Gil (†) y Juan Matías.

Le sucedió su segundo hijo:
- Juan Matías de Albizu y Chávarri (n. Estella,[10] 1635), IV barón de Purroy, caballero de Calatrava.[10]

1. Casó en Madrid (San Juan) el 25 de marzo de 1657 con Catalina Teresa de Villamayor y Caja (n. Madrid), hija de Francisco de Villamayor, caballero de Santiago, consejero y secretario del rey, oficial mayor en el Despacho General de España, y de Manuela Jacinta Caja,[10] de cuyo matrimonio nacieron dos hijos, Juan Antonio y Manuela.

Le sucedió su hijo primogénito:
- Juan Antonio de Albizu Villamayor (1662-1721?), V barón de Purroy y Marquesado de Villamayor.

Sin descendencia.
Le sucedió, en 1673, por adjudicación:
- Teresa Bonfill Grosso de la Rovere, VI baronesa de Purroy.

1. Casó con Lupercio Antonio de Molina, de cuyo matrimonio nació un hijo: Juan Antonio.

Le sucedió su hijo único:
- Juan Antonio de Molina Bonfill, VII barón de Purroy.

Le sucedió:
- Josefa Antonia de Molina y Prestante, VIII baronesa de Purroy.

1. Casó con Nicolás Zamora Triviño.

Le sucedió:
- María Luisa Zamora de Molina (1771-1825) , IX baronesa de Purroy.

1. Casó con José María Dara Sanz, de cuyo matrimonio nacieron dos hijos: Agustín y María Luisa.

Le sucedió su primogénito:
- Agustín María Dara Zamora (1800-1853), X barón de Purroy.

Le sucedió su hijo:
- Agustín Dara, XI barón de Purroy.

Le sucedió su hermana:
- Agustina Dara, XII baronesa de Purroy.

Le sucedió su primo, hijo de la hermana del X barón:
- José Franquet Dara (1845-1929), XIII barón de Purroy, director general de la Caja de Ahorros y Monte de Piedad de Barcelona, Caja de Barcelona, (1918-1928).[11]

Era hijo del segundo matrimonio entre María Luisa Dara Zamora (1807-1888), hermana del X barón, y Cirilo Franquet y Bertrán.
Le sucedió, en 1930, su medio-sobrina (hija de su hermanastra María Rosalía Vidal Dara —hija del primer matrimonio de su madre María Luisa Dara Zamora con Miguel Vidal Soler—, casada con José Sirera Dara.)
- María Pilar Sirera Vidal (Valencia, 25 de noviembre de 1845 — †1949), XIV baronesa de Purroy.

1. Casó, en Madrid, el 17 de junio de 1882, con José Francisco Pérez Vidal, de cuyo matrimonio nacieron dos hijos: Francisco y Joaquín.

Le sucedió, en 1949, su hijo primogénito:
- Francisco Pérez Sirera (Ibi, Alicante, el 27 de junio de 1883 — Valencia, 4 de junio de 1959), XV barón de Purroy.

Sin descendencia.
Le sucedió, en 1959, su hermano:
- Joaquín Pérez Sirera ((Ibi, Alicante, el 10 de febrero de 1886 — Alicante, 9 de febrero de 1967), XVI barón de Purroy.

1. Casó con Encarnación Vergadá Pueyo, de cuyo matrimonio nacieron dos hijos: María Victoria y Joaquín.

Le sucedió, en 1968, su hijo primogénito:
- Joaquín Pérez Vergadá (Valencia, 29 de enero de 1916 — †2000), XVII  barón de Purroy.

Sin descendencia.
Le sucedió, en 2001, su hermana:
- María Victoria Pérez Vergadá (n.1929), XVIII baronesa de Purroy.

1. Casó con Don Faustino Tur y Guillem, de antigua familia de la nobleza de Ibiza[11],con descendencia.

Le sucedió, en 2019, su hijo:
- José Joaquín Tur Pérez, XIX barón de Purroy.

Actual titular.

## Armas
Partido: 1.º, en campo de oro, cinco manojos de brezos, de sínople, puestos en aspa; 2.º, bandado de seis piezas, tres de oro y tres de azur.